# Hypopachus variolosus
Hypopachus variolosus är en groddjursart som först beskrevs av Cope 1866.  Hypopachus variolosus ingår i släktet Hypopachus och familjen Microhylidae. IUCN kategoriserar arten globalt som livskraftig. Inga underarter finns listade i Catalogue of Life.